# Farpoint (jeu vidéo)
Farpoint est un jeu vidéo de tir à la première personne en réalité virtuelle développé par Impulse Gear et publié par Sony Interactive Entertainment. Il est sorti sur PlayStation 4 le 16 mai 2017 et a reçu des critiques majoritairement positives.

## Système de jeu
Farpoint propose une aventure spatiale en réalité virtuelle se déroulant sur une planète extraterrestre hostile. Il peut être joué avec la manette de visée PS VR. Il propose également un jeu coopératif en ligne et une campagne solo.

## Développement
Farpoint a été annoncé à l'E3 2016. Il a été développé par Impulse Gear basé à San Francisco. Une extension téléchargeable appelée Cryo Pack est sortie le 27 juin, avec de nouvelles cartes et niveaux. Un deuxième pack de contenu téléchargeable appelé Versus Expansion Pack a été publié le 5 décembre, qui comprenait deux nouveaux modes PvP, trois nouveaux skins de joueur et 15 nouvelles armes, en plus d'un système XP progressif.

## Accueil
Farpoint a reçu des critiques généralement positives et a un score de 71% sur l'agrégateur de critiques Metacritic.
IGN lui a décerné une note de 7,5 sur 10, affirmant que "le tir est fantastique et libre des mouvements distinguant Farpoint du PSVR de la plupart des galeries de tir en réalité virtuelle." GameSpot lui a attribué 7 sur 10, déclarant: "Malgré des changements de vitesse surprenants et une prolongation de la durée de vie de son jeu de tir en remixant les niveaux, Farpoint ressemble plus à une preuve de concept qu'à un jeu conçu pour repousser les limites selon ses propres termes". Game Informer lui a également attribué 7 sur 10, affirmant que "Farpoint ne peut pas déplacer l'aiguille en tant que tireur, mais c'est une expérience de réalité virtuelle solide". Destructoid lui a également attribué 7 sur 10, et a déclaré que "le plus gros problème est que toutes ces avancées techniques ne sont pas soutenues par un paramètre qui lui rend justice".
Farpoint a vendu 17 100 exemplaires au cours de sa première semaine de vente au Japon. Il a fait ses débuts au deuxième rang des classements des ventes britanniques et était le jeu le plus exigeant en matière de VR au Royaume-Uni.

### Récompenses
Le jeu a remporté à la fois le PlayStation VR Award aux PlayStation Awards 2017 et le PlayStation VR Game of the Year Award aux Road to VR's 2017 Game of the Year Awards,. Il a également été nommé pour la «Meilleure expérience PS VR» aux Game of the Year Awards du PlayStation Blog.